# Cuphodes maculosa
Cuphodes maculosa là một loài bướm đêm thuộc họ Gracillariidae. Nó được tìm thấy ở Queensland.